# Circuit intégré 7412

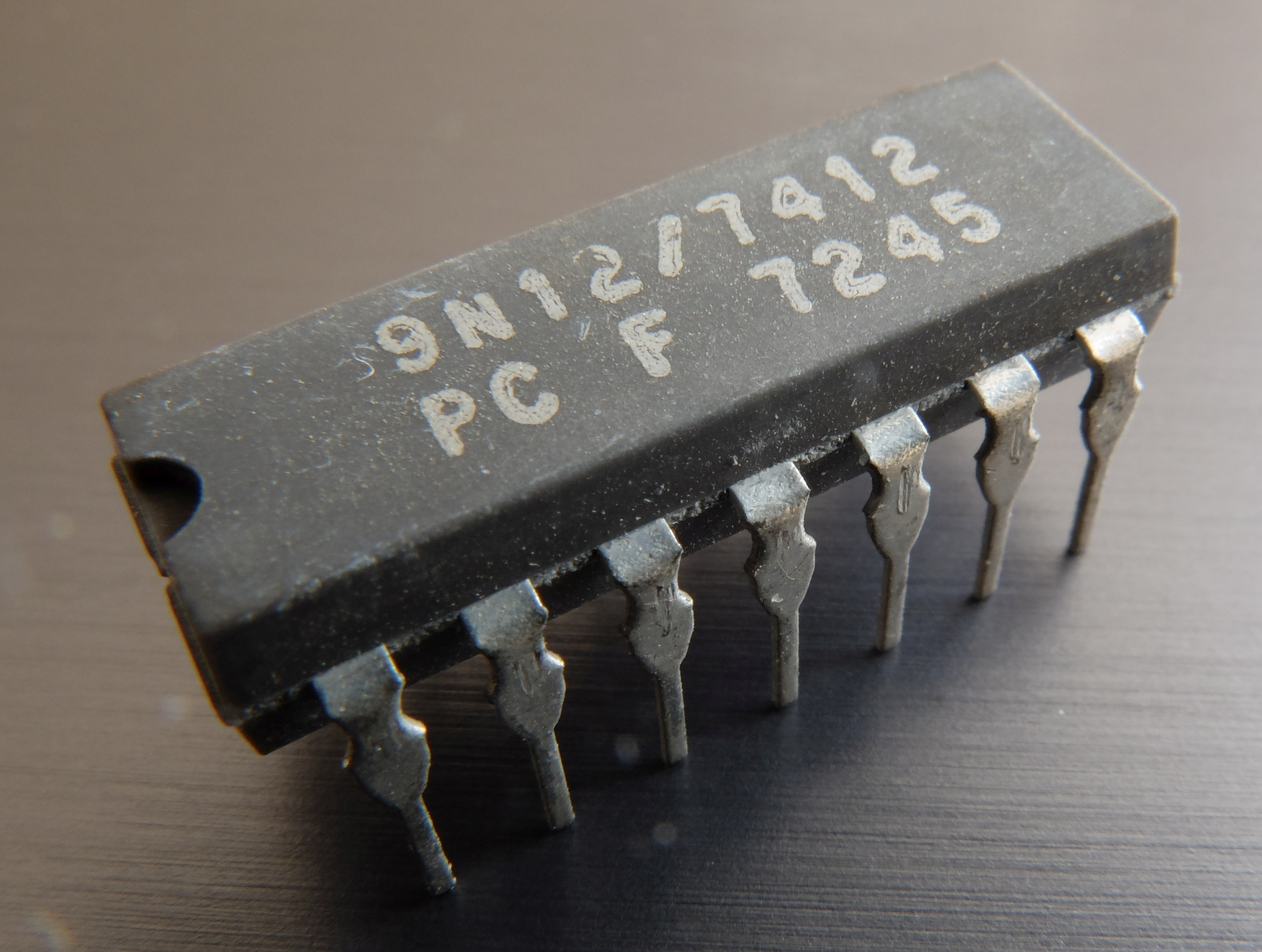
Circuit intégré 7412 (Fairchild Semiconductor 9N12 / 7412)

Brochage

Le circuit intégré 7412 fait partie de la série des circuits intégrés 7400 utilisant la technique TTL.

Ce circuit est composé de trois portes logiques indépendantes NON-ET à trois entrées possédant chacune une sortie à collecteur ouvert.